# Soñadores
The Dreamers (titulada Soñadores en España y Los soñadores en Hispanoamérica) es una película dramática de 2003 dirigida por Bernardo Bertolucci.
El guion fue escrito por Gilbert Adair y está basado en su novela The Holy Innocents.

## Marco histórico de la película
Durante el Mayo francés, una juventud mayoritariamente formada por estudiantes universitarios, junto a la clase obrera, insatisfecha política y socialmente con la sociedad, planteaba cambios sociales de calado que desembocaron en una revolución y el proceso huelguístico más grande de la historia de Europa.

## Argumento
Ambientada en los sucesos de Mayo de 1968 en París. Matthew (Michael Pitt), es un joven estadounidense que vive en París como estudiante de intercambio, allí conoce a Isabelle (Eva Green) y Theo (Louis Garrel), dos hermanos que asisten con frecuencia a la cinemateca de París y a quienes ha visto pero solo llega a entablar comunicación con ellos cuando en la cinemateca se realiza una manifestación relacionada con el Mayo francés. Matthew es invitado a dejar su hotel y vivir con los hermanos, cuyos padres (Robin Renucci y Anna Chancellor), han dejado solos en casa por unos días. Los hermanos le dicen que nacieron siameses y descubre que tienen una extraña relación fraternal de dependencia. Los tres comparten la afición por el cine y juntos juegan a recrear algunas escenas de películas clásicas, mientras debaten ideas políticas, culturales y sociales, mostrando sus diferencias de opinión y sus contradicciones. En medio de los juegos Isabelle y Matthew terminan envueltos en una relación amorosa obstaculizada por los extraños lazos fraternales de ella y Theo. Finalmente Matthew termina involucrándose en una manifestación de protesta con violentos enfrentamientos con la policía, donde acabará por darse cuenta de que los ideales políticos y el comportamiento psicológico de los hermanos terminará su relación con Isabelle que decide seguir a su hermano, por lo que Matthew toma la decisión de marcharse.

## Reparto
- Michael Pitt: Matthew.
- Eva Green: Isabelle.
- Louis Garrel: Théo.
- Anna Chancellor: Madre.
- Robin Renucci: Padre.
- Jean-Pierre Kalfon: él mismo.
- Jean-Pierre Leaud: él mismo.
- Florian Cadiou: Patrick.
- Pierre Hancisse: primer pulidor.
- Valentin Merlet: segundo pulidor.
- Lola Peploe: la acomodadora.
- Ingy Fillion: la novia de Théo.
- Aleksandra Kacprzak: estudiante de mayo de 1968.
- Jean-Paul Belmondo (imagen de archivo): él mismo.
- Henri Langlois (imagen de archivo): él mismo.
- François Truffaut (imagen de archivo): él mismo.

## Películas citadas
Durante el desarrollo del filme se ven escenas de diferentes películas clásicas que se alternan con los acontecimientos de la película. La mayoría de ellas tienen que ver con el juego de adivinar la película que hacen los protagonistas. Estas películas son:
| - Bande à part - Shock Corridor - City Lights - Paisà - They Live by Night - Johnny Guitar | - Jules et Jim - A Star Is Born - Rebel Without a Cause - Touch of Evil - Les quatre cents coups - Pierrot le fou | - Persona - La Chinoise - The Cameraman - Freaks - Scarface - Blonde Venus | - Queen Christina - Top Hat - The Girl Can't Help It - À bout de souffle - Mouchette |

## Música
1. Third Stone From The Sun - Jimi Hendrix
2. Hey Joe - Michael Pitt & The Twins of Evil
3. Quatre Cents Coups (Score From "Les Quatre Cents Coups") - Jean Constantin
4. New York Herald Tribune (Score from "A Bout de Souffle") - Martial Solal
5. Love Me Please Love Me - Michel polnareff
6. La Mer - Charles Trenet
7. Song For Our Ancestors - Steve Miller Band
8. The Spy - The Doors
9. Tous Les Garçons et Les Filles - Françoise Hardy
10. Ferdinand (Score from "Pierrot Le Fou") - Antoine Duhamel
11. Dark Star - The Grateful Dead
12. Non, je ne regrette rien - Édith Piaf
13. Queen Jane - Bob Dylan
14. I need a man to love - Janis Joplin
15. Maggie M’gill - The Doors
16. No strings (I'm fancy free) from Top Hat, Let's face the music and dance - Irving Berlin
17. C'est irreparable - Nino Ferrer
18. Combination of the two - Sam Andrew
19. El paso del Ebro - Rodolfo Halffter
20. Non, je ne regrette rien - Charles Dumont

## Candidaturas a premios
- David di Donatello (2003): mejor montaje.